# Potentiometergeber
Der Potentiometergeber ist ein Positions-Sensor nach der Bauart eines Potentiometers. Er misst bei gestreckter Bauform die Länge, bei runder Bauform den Winkel.

Prinzipdarstellung

Entsprechend der Stellung des beweglichen Teiles (Schleifer) ändert sich der elektrische Widerstand zwischen Schleifer und den Enden. Schaltet man den Geber als Spannungsteiler, erhält man somit eine sich relativ zur Stellung ändernde elektrische Spannung.
Der Sensor wird kalibriert, um einer bestimmten Spannung eine bestimmte Lage zuordnen zu können. 
Mechanisch sind unter anderem folgende Varianten üblich:
- Der Widerstand ist eingebettet in einen Kolben, der Schleifer ist auf einem Zylinder, welcher sich im Kolben bewegt, angebracht
- Der Widerstand ist eine Toroid-Spule aus Widerstandsdraht
- die Widerstandsbahn ist kreisringförmig, aus leitfähigem Kunststoff und gestattet auch Drehwinkel über 360°

Moderne Linearpotentiometer sowie auch Drehpotentiometer werden mit Spuren aus leitfähigem Kunststoff (Leitplastik) gefertigt. Diese Lösung erreicht nicht nur eine deutlich höhere Lebensdauer als Drahtpotentiometer, sondern die hochwertigen Gemische ermöglichen den Einsatz auch bei Feuchtigkeit und hohen Temperaturen wie 175 °C.
Einsatzgebiete für solche Systeme finden sich häufig im Motorsport bei der Federwegsüberwachung an den Stoßdämpfern oder Getriebesteuerungen, bei Werkzeugmaschinentischen oder bei Industrierobotern.
Auch die im Modellbau verbreiteten Servos nutzen ein an der Drehachse befestigtes Potentiometer zur Winkelmessung. 
Siehe auch
- Wegaufnehmer
- Seilzuglängengeber
- Inkrementalgeber
- Codierer
- Resolver (Winkelgeber)